# Jörg Pilawa

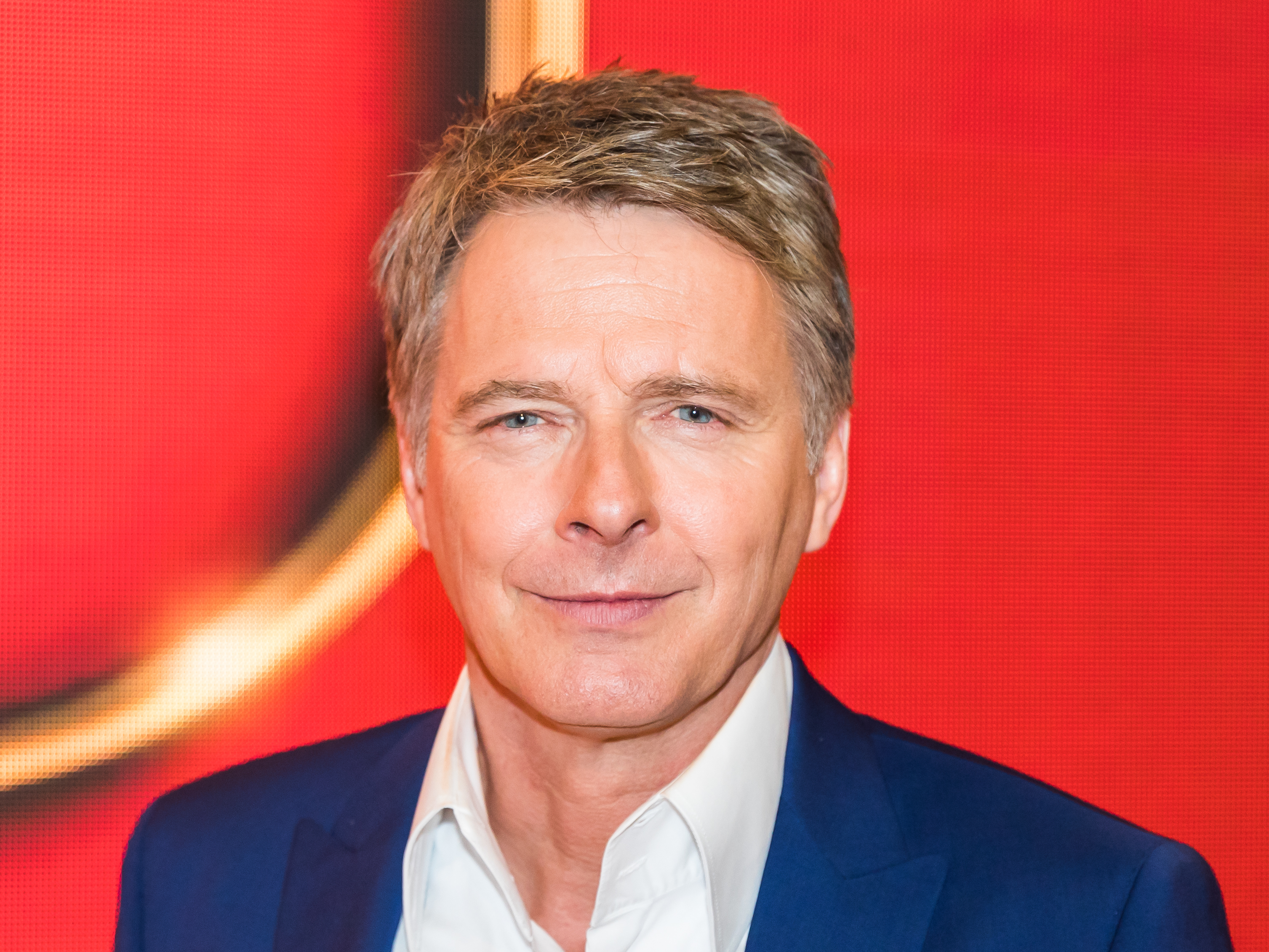
Jörg Pilawa, 2018

Jörg Michael Pilawa (* 7. September 1965 in Hamburg) ist ein deutscher Fernsehmoderator.

## Leben

### Ausbildung
Nach dem Abitur am Gymnasium Hummelsbüttel in Hamburg studierte Pilawa zwei Jahre lang Medizin, brach das Studium jedoch nach nicht bestandenem Physikum ab und ging für ein Jahr nach Israel in einen Kibbuz. Danach begann er ein Geschichtsstudium, das er ebenfalls abbrach.
Schon während des Studiums begann Pilawa, für Hörfunk und Fernsehen zu arbeiten. Ab 1987 war er Moderator bei Radio Schleswig-Holstein (R.SH).

### Fernsehkarriere
Seine Fernsehkarriere begann Pilawa 1994 beim Privatsender ProSieben mit der Moderation der Show 2 gegen 2. Ab 1994 arbeitete Pilawa auch für Sat.1, wo er unter anderem das Bundesliga-Magazin ran, die Talkshow Jörg Pilawa sowie Die Quiz Show moderierte. 2001 wechselte Pilawa zur ARD, wo er drei Jahre lang die Flirtshow Herzblatt moderierte.
Am 19. März 2004 moderierte er in der ARD die Deutsche Vorentscheidung zum Eurovision Song Contest 2004 unter dem Namen Germany 12 Points! zusammen mit Sarah Kuttner. Pilawa moderierte für die ARD außerdem verschiedene Sportveranstaltungen, bei denen Prominente sich sportlich betätigten, u. a. Star-Biathlon mit Jörg Pilawa.
Von August 2001 bis Dezember 2007 moderierte er die NDR Talk Show, erst mit Alida Gundlach, ab April 2002 gemeinsam mit Julia Westlake, und von Juli 2001 bis September 2010, sowie als Neuauflage von November 2020 bis April 2021, die Quizshow Das Quiz mit Jörg Pilawa. Vier bis sechsmal im Jahr moderierte Jörg Pilawa zudem die Sondersendung Star Quiz mit Jörg Pilawa im Hauptabendprogramm der ARD und Fernsehformate wie PISA – der Ländertest (seit 2003), Wie alt bist Du wirklich? (2006), Frag doch mal die Maus (2006 bis 2009), Pilawas großes Geschichtsquiz (seit 2006), Pilawas großes Märchenquiz (seit 2007) und den Großen Schultest (2007).
Im Jahr 2008 stand Jörg Pilawa als Schauspieler für eine Gastrolle der Reihe Tatort vor der Kamera. In der Folge 710 Wolfsstunde (2008) stellte er als Journalist Fragen im Rahmen einer Pressekonferenz.
Seine im Juli 2009 gestartete ARD-Fernsehshow Der große Coup war kein Erfolg. Am 3. September 2009 wurde bekannt, dass Pilawa, der auch mit seinen Abendshows hohe Marktanteile erzielte, seinen Vertrag mit der ARD nach insgesamt neun Jahren nicht verlängern und zur zweiten Jahreshälfte 2010 zum ZDF wechseln würde. Am 7. September 2010 moderierte Pilawa das letzte Mal Das Quiz, seit dem 8. September 2010 wurde stattdessen Das Duell im Ersten ausgestrahlt.
Am 13. Oktober 2010 lieferte Pilawa sein ZDF-Debüt mit der Quizshow Rette die Million!. Im November 2011 moderierte er die einmalige Sendung Deutschlands fantastische Märchenshow. Zudem präsentierte er am Ende des Jahres die Sendungen Pilawas großes Weihnachtsquiz und Deutschlands Superhirn 2011. Seit dem 18. Januar 2012 moderierte Pilawa mit der Sendung Die Quizshow mit Jörg Pilawa eine weitere regelmäßige Show, die sich immer mittwochs mit Rette die Million! abwechselte. Im Frühjahr 2012 präsentierte Pilawa zudem die zweiteilige Show Der Super-Champion 2012 und eine Neuauflage von Ich kann Kanzler!.
Im Januar 2012 galt Pilawa als Wunschkandidat des ZDF für die Moderation der Fernsehshow Wetten, dass..?. Am 14. April 2012 wurde die erste Folge von Super-Champion 2012 im ZDF ausgestrahlt. Pilawa moderierte am 8. September 2012 mit Elton 1, 2 oder 3 – die große Jubiläumsshow. Am 24. November 2012 präsentierte er die Sendung Der neue deutsche Bildungstest im ZDF.
Anfang März 2013 wurde bekanntgegeben, dass er spätestens zum Jahresanfang 2014 zur ARD zurückkehren werde. Dem sei ein Bieterwettstreit vorausgegangen. Die Höhe seiner öffentlich-rechtlichen Vergütung ist nicht bekannt.
Pilawa spielte im Jahr 2013 in der ARD-Vorabendserie Großstadtrevier einen Schatzsucher am Strand von Hamburg-Blankenese.
Vom 12. Mai 2014 bis zum 19. August 2022 moderierte Pilawa die Fernsehshow Quizduell, die im Ersten ausgestrahlt wird. Von Januar 2017 bis Dezember 2018 moderierte er zusammen mit Stephanie Stumph die Sendung Riverboat im MDR, abwechselnd mit dem Moderationsduo Kim Fisher und Susan Link. Im Januar 2019 wurden beide Teams abgelöst und durch die Doppelmoderation von Jörg Kachelmann und Kim Fisher ersetzt.
Im Januar 2022 gab der NDR bekannt, dass Pilawa nicht mehr exklusiv für das Dritte Programm und die ARD als Moderator und Showmaster im Einsatz sein werde. Es folgte im März mit der Quizsendung Quiz für Dich ein Wechsel zum Privatsender Sat.1, für den er bereits von 1994 bis 2001 im Einsatz gewesen war. Seit August 2022 moderiert er ebenfalls die Quizsendung Zurück in die Schule. Im Dezember 2022 moderiert er den Sat.1-Jahresrückblick sowie die Neuauflage der Show Stars in der Manege.

### Unternehmerische Tätigkeiten

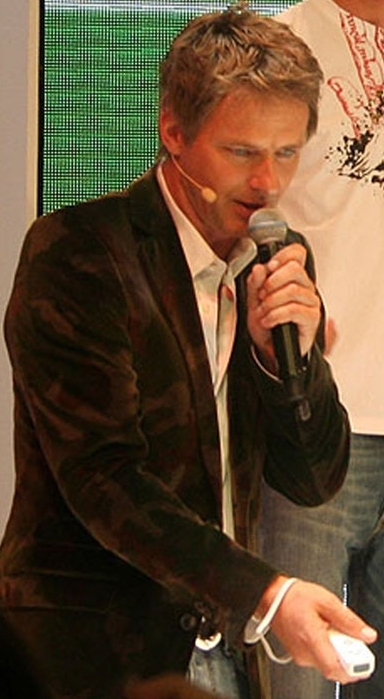
Jörg Pilawa bei der Nintendo Pressekonferenz auf der Games Convention in Leipzig, 2006

Im Jahr 2001 gründete Jörg Pilawa die White Balance GmbH, die unter anderem an der Produktion seiner täglichen Quizshow Das Quiz mit Jörg Pilawa im Vorabendprogramm der ARD, Der große Erziehungstest, StarTour oder Der Partnerschaftstest beteiligt war. Im November 2005 verkaufte er das Unternehmen an die MME Moviement AG, die wiederum Mitte 2007 in die britische All3Media-Gruppe eingegliedert wurde.
Pilawa ist Geschäftsführer der Herr P. GmbH mit Sitz in Hamburg. Geschäftsgegenstand dieses Unternehmens ist die Erstellung und Realisierung von Konzepten im Medienbereich (Print, Funk und Fernsehen) sowie Management, Controlling, Vermarktung und Vermittlung von Sendungen und Moderatoren. Im Februar 2011 wurde bekannt, dass sich Endemol mit 51 Prozent an diesem Unternehmen beteiligt und Endemol-Deutschland-Chef Marcus Wolter neben Pilawa als Geschäftsführer eingesetzt wird. Am 1. Januar 2018 wurde Pilawa wieder alleiniger Gesellschafter und Geschäftsführer der Herr P. GmbH. Im Juni 2018 setzte Pilawa seine langjährige Kreativdirektorin Kerstin Nerge als Geschäftsführerin ein.
Jörg Pilawa war von 2006 bis 2015 Mitinhaber des Herrenausstatters herrensache in Hamburg. Weiterhin betätigt er sich in der Werbung für die SKL-Lotterie.

### Sonstige Aktivitäten
Seit Juni 2020 bietet Pilawa eine kostenlose Online-Quizseite Pilawa-Quiz.de zum Mitspielen an. Von Montag bis Freitag wird täglich ein neues Quiz veröffentlicht, mit dem angemeldete Spieler in „Pilawas Quizliga“ Punkte sammeln. Ohne Anmeldung ist das Spielen von monothematischen Quiz-Spielen (zum Beispiel Serien-Quiz, Beatles-Quiz) möglich. Zudem ist Pilawa seit 2021 Markenbotschafter für die Süddeutsche Klassenlotterie.

### Privates
Pilawa ist katholisch und stammt aus dem Hamburger Stadtteil Poppenbüttel. Er hat eine ein Jahr ältere Schwester. Als er 20 Jahre alt war, starb sein Vater an einem Hirntumor.
Pilawa hat einen Sohn (* 1997) aus seiner im Jahr 2000 geschiedenen Ehe mit Kerstin Pilawa. Mit seiner dritten Ehefrau Irina Opaschowski, einer Tochter von Horst W. Opaschowski, von Beruf Lehrerin, hat er zwei Töchter (* 2000, * 2011) und einen weiteren Sohn (* 2003). Die Familie lebte zuletzt in Hamburg-Bergedorf. Die Hochzeit fand am 2. Mai 2006 spontan im Kongo statt, wo sich die Pilawas für die Welthungerhilfe einsetzen. Im Mai 2022 wurde ihre Trennung bekannt. Im August 2025 wurde Pilawas Beziehung mit Bundestagspräsidentin Julia Klöckner bekannt.
2009 kaufte Pilawa in der kanadischen Provinz Nova Scotia die 36.000 m² große Insel Hunt Island im Ponhook Lake (im Flusslauf des Medway River) für 250.000 Euro.
Pilawa ist bekennender Anhänger des Hamburger SV.

### Ehrenamt
Pilawa ist seit 2009 Botschafter der Initiative Schau hin! und war in den Jahren 2012 und 2013 ehrenamtlicher Botschafter der Aktion Mensch. Für seine Tätigkeit bei der Soziallotterie bekam er kein Honorar. Regelmäßig besuchte Pilawa Projekte, die von der Aktion Mensch gefördert werden. Er moderierte jeden Sonntag die Sendung 5-Sterne – Gewinner der Aktion Mensch im ZDF. Dort gab er die Gewinnzahlen der „Aktion Mensch“-Lotterie bekannt und stellte geförderte Projekte vor. Im Januar 2014 übernahm Rudi Cerne diese Aufgabe. Darüber hinaus ist Pilawa als Botschafter des World Future Council aktiv. Auch für die deutsche Welthungerhilfe engagiert sich Jörg Pilawa seit 2006 aktiv. Im Jahre 2012 vermietete er hierfür seine Arbeitskraft stundenweise an Firmen, welche im Gegenzug eine Spende einreichten. Vor Ort lieferte Pilawa Unterstützung in Haiti sowie dem Kongo. Seit Juli 2016 ist er Botschafter der Deutschen Rheuma-Liga, seit 2019 Botschafter der Tafeln Deutschland.

## Fernsehmoderationen

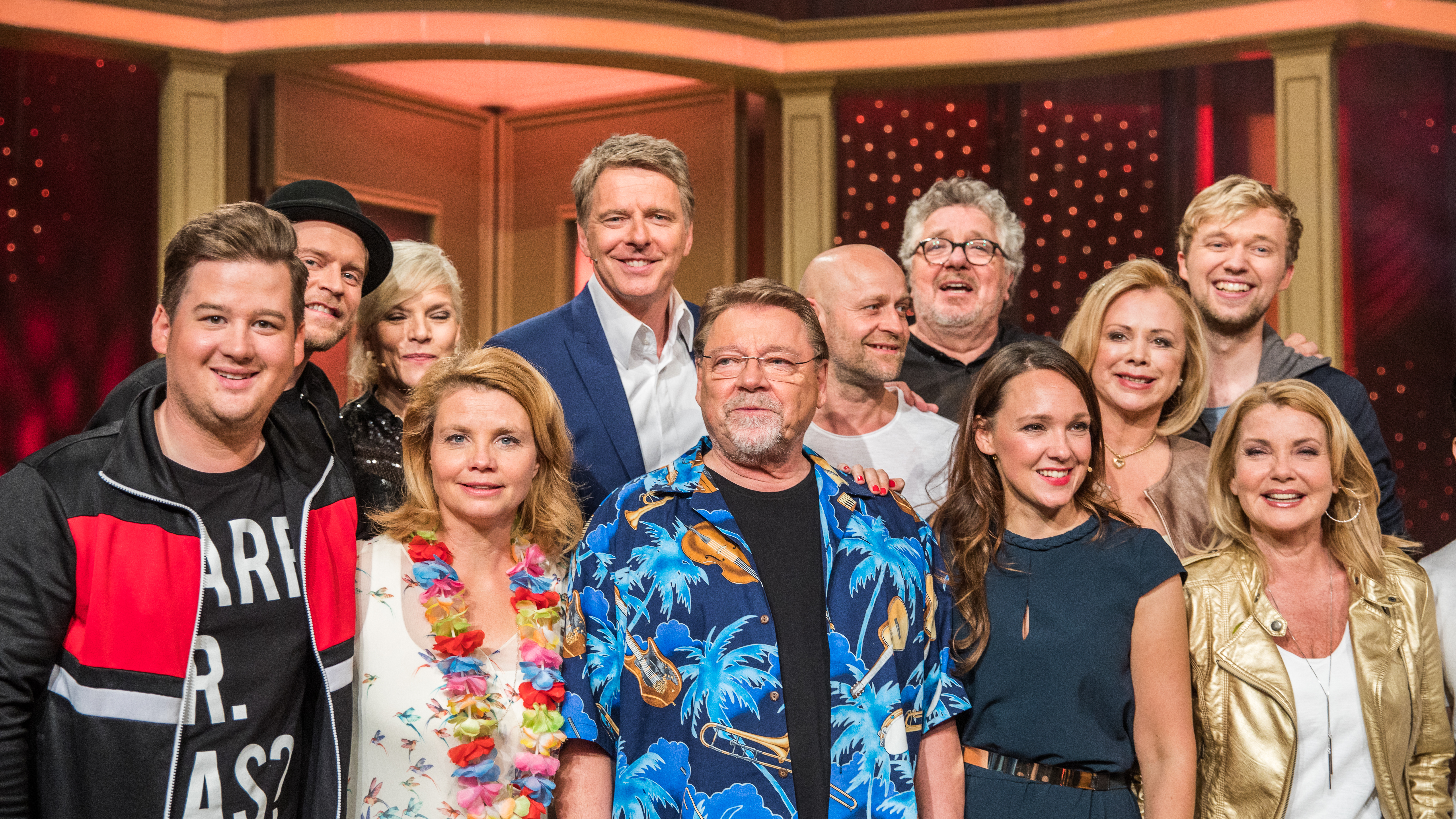
Jörg Pilawa moderierte die Sendung Mensch Jürgen! – von der Lippe wird 70, 2018

### Aktuell
- seit 2022: Stars in der Manege, Sat.1
- seit 2023: Das 1 % Quiz – Wie clever ist Deutschland?, Sat.1
- seit 2024: Das große Allgemeinwissensquiz, Sat.1

### Frühere Sendungen
- 1995–1996: 2 gegen 2, ProSieben
- 1995–1996: Das goldene Ei, Sat.1
- 1996–1999: Hast du Worte?, Sat.1
- 1997: Wahr oder unwahr?, Sat.1
- 1998–2000: Jörg Pilawa, Sat.1
- 2000–2001: Die Quiz Show, Sat.1
- 2001–2004: Herzblatt, Das Erste
- 2001–2007, 2019–2022: NDR Talk Show, NDR Fernsehen
- 2002: Berlin, Berlin (St. 1: Flg. 8), Das Erste
- 2002–2003: Gold Gold Gold, Das Erste
- 2002–2003: Rekordfieber, Das Erste
- 2002–2010: Das Quiz mit Jörg Pilawa Ableger: Star Quiz u. Junior Quiz, Das Erste
- 2003–2005: Deutschlands größte Hits, Das Erste
- 2003–2007: PISA – Der Ländertest, Das Erste
- 2004: Germany 12 Points!, Das Erste
- 2004–2005: Hausbesuch – Stars unter Druck, Das Erste
- 2004–2005: Der große Partnerschaftstest, Das Erste
- 2005: Der große Erziehungstest, Das Erste
- 2005: 20 Jahre Lindenstraße – Die Geburtstagsshow, Das Erste
- 2005–2008: Star-Biathlon mit Jörg Pilawa, Das Erste
- 2006: Der deutsche Fernsehpreis 2006, Das Erste
- 2006: Die WM Show mit Jörg Pilawa, Das Erste
- 2006: Iss was – der große Ernährungstest, Das Erste
- 2006–2009: Frag doch mal die Maus, Das Erste
- 2007: Pilawas Großer Schultest
- 2007–2008: Das Junior Quiz mit Jörg Pilawa, Das Erste
- 2007–2008: Pilawas großes Geschichts-Quiz, Das Erste
- 2008–2009: Pilawas große Weltreise, Das Erste
- 2009: Der große Coup, Das Erste
- 2009: Kennen Sie Deutschland?, Das Erste
- 2010–2013: Rette die Million!, ZDF
- 2011: Deutschlands fantastische Märchenshow, ZDF
- 2011: Pilawas großes Weihnachtsquiz, ZDF
- 2011: Die schönsten Weihnachts-Hits, ZDF
- 2011–2013: Deutschlands Superhirn, ZDF
- 2012: Ein Herz für Kinder, ZDF
- 2012: 1, 2 oder 3 – Die große Jubiläumsshow, ZDF
- 2012: Ich kann Kanzler!, ZDF
- 2012: Der neue deutsche Bildungstest, ZDF
- 2012: Die Quizshow mit Jörg Pilawa, ZDF
- 2012: Der Super-Champion, ZDF
- 2013: So wählt Deutschland – Pilawas Generationen-Quiz, ZDF
- 2014: Einer wird gewinnen, Das Erste
- 2014: Quizonkel.TV, Das Erste
- 2014: Sing wie dein Star, Das Erste
- 2014–2021: Kaum zu glauben!, NDR Fernsehen (im Rateteam)
- 2014–2022: Quizduell, Das Erste
- 2014–2022: Die NDR Quizshow, NDR Fernsehen
- 2014: Am laufenden Band, NDR Fernsehen
- 2015–2017: Spiel für dein Land – Das größte Quiz Europas, Das Erste, SRF 1 und ORF eins (erste Ausgabe auf ORF 2)
- 2015–2020: Der klügste Norddeutsche, NDR Fernsehen
- 2016: Hamburg Journal, NDR Fernsehen
- 2016: Frag doch mal die Maus, Das Erste (eine Sendung, als Moderator eines Experimentes)
- 2016–2021: Die Silvestershow mit Jörg Pilawa, Das Erste, SRF 1 und ORF 2
- 2016–2017: Paarduell, Das Erste
- 2017–2018: Riverboat, MDR Fernsehen
- 2017: Das Quiz der wilden Supertiere, NDR Fernsehen
- 2018: Mensch Jürgen! – von der Lippe wird 70, Das Erste
- 2018–2020: Ich weiß alles!, Das Erste, SRF 1 und ORF 1
- 2019: Kroymann (Satiresendung, 1 Folge)
- 2019: Nordsee oder Ostsee?, NDR Fernsehen
- 2019: Quizzen vor Acht, Das Erste
- 2019–2020: Hätten Sie’s gewusst?, NDR Fernsehen
- 2001–2010, 2020–2021: Das Quiz mit Jörg Pilawa, Das Erste
- 2020–2022: Quiz ohne Grenzen, Das Erste, SRF 1 und ORF 1
- 2022: Mälzer und Henssler liefern ab!, Vox
- 2022: Quiz für Dich, Sat.1
- 2022–2023: Zurück in die Schule, Sat.1
- 2022–2023: Der Sat.1-Jahresrückblick mit Jörg Pilawa, Sat.1
- 2023: Die Pyramide, Sat.1
- 2023–2024: Dating Game – Wer soll dein Herzblatt sein?, Sat.1

## Auszeichnungen
- 2002: Nominiert für den Deutschen Fernsehpreis in der Kategorie „Beste tägliche Sendung“ für Das Quiz mit Jörg Pilawa
- 2005: Journalistenpreis des Deutschen Mittelstandes verliehen vom „markt intern“-Verlag/Düsseldorf
- 2005: Fleurop Emotion Award
- 2006: Goldene Kamera in der Kategorie Beste Fernsehunterhaltung für sein fernsehmediales Wirken
- 2016: Gerd-Bliede-Preis des Papenburger Carneval-Verein

## Bücher
- Jörg Pilawa: Bin ich eigentlich bekloppt? Vom Mut, die richtigen Dinge zu tun. Gütersloher Verlagshaus, Gütersloh 2015, ISBN 978-3-579-07094-0.
- Jörg Pilawa (Hrsg.): Pilawas ganze Welt des Wissens. Fragen, Fakten, Phänomene. cbj, München 2011, ISBN 978-3-570-15264-5 (In Zusammenarbeit mit dem Medienwissenschaftler und Germanisten Bernd Flessner. Kinder- und Jugendsachbuch).
- Jörg und Irina Pilawa: Belli, der Berliner. In: Pixi-Bücher-Serie. Band 200. Carlsen Verlag, Hamburg 2011, ISBN 978-3-551-05200-1.
- Pilawas Allgemeinwissen. Spannende Fragen – schlaue Antworten. cbj, München 2009, ISBN 978-3-570-13764-2 (Kindersachbuch).
- Pilawas Mittelalter. Eine vergnügliche Zeitreise durch die Jahrhunderte. Fischer-Taschenbuch-Verlag, Frankfurt am Main 2009, ISBN 978-3-596-18330-2 (Erstausgabe: 2008 bei Kiepenheuer & Witsch).
- Pilawas Zeitreise. Rätselhaftes und Überraschendes aus unserer Geschichte. Fischer-Taschenbuch-Verlag, Frankfurt am Main 2008, ISBN 978-3-596-18252-7 (Mit Tillmann Bendikowski. Erstausgabe: 2007 bei Kiepenheuer & Witsch).